# Lophoceps alenicola
Lophoceps alenicola là một loài bướm đêm thuộc họ Sesiidae. Nó được tìm thấy ở Guinea Xích Đạo.